# Гайдамака Ксенія Федорівна
Ксе́нія Фе́дорівна Гайдама́ка (1900 , Острогозький повіт, Воронезька губернія  — невідомо ) — радянський державний діяч. Депутат Верховної Ради УРСР 1-го скликання (1938–1947).

## Біографія
Народилася 1900 року в бідній українській селянській родині на хуторі Фащеватове Острогозького повіту, нині Острогозький район, Воронезька область, Росія. У 1901 році залишилася сиротою, працювати почала з семи років, пасла телят, працювала нянькою, наймитувала у економії.
З 1916 року наймитувала в селі Москалівка, нині Роменський район, Сумська область, а з 1918 року жила в сусідньому селі Малі Бубни. До 1930 року наймитувала.
У 1930–1931 роках — голова комнезаму села Малі Бубни.
Член ВКП(б) з 1931 року. У 1931–1932 роках навчалася в Роменській районній радпартшколі.
У 1933–1937 роках — парторг первинної партійної організації та голова колгоспу «Вірний шлях» села Малі Бубни. У 1937 році — голова колгоспу імені Браташа села Малі Бубни Талалаївського району Чернігівської області. У 1937 році закінчила тримісячні курси голів колгоспів.
У 1937–1940 роках — голова сільської ради села Малі Бубни Талалаївського району Чернігівської області.
1938 року була обрана депутатом Верховної Ради УРСР першого скликання по Дмитрівській виборчий окрузі № 157 Чернігівської області.
У січні 1940 — вересні 1941 року — завідувач відділу соціального забезпечення виконавчого комітету Роменської районної ради депутатів трудящих Чернігівської області.
З вересня 1941 року — в евакуації в Саратовській області, голова колгоспу.
З жовтня 1943 року — у Ромнах на довоєнній посаді.